# Фадрике Энрикес де Кастилия
Фадрике Энрикес де Кастилья (исп. Fadrique Enríquez de Castilla; 1388 — 22 марта 1430, замок Пеньяфьель) — кастильский дворянин, сын графа Педро Энрикеса Кастильского и Изабель де Кастро. Носил титулы 1-го герцога де Архона, графа Трастамара, Лемос, Саррия, Вьяна и Эль-Больо. Правнук короля Кастилии Альфонсо XI.

## Семейное происхождение
Он был единственным сыном Педро Энрикеса Кастильского (ок. 1355—1400), графа де Трастамара, и Изабель де Кастро. По отцовской линии его бабкой и дедом были Фадрике Альфонсо Кастильский, магистр ордена Сантьяго, и Констанция де Ангуло, а по материнской линии он был внуком Альваро Переса де Кастро, графа Аррайолуша, и Марии Понсе де Леон.
Он был братом Беатрис Энрикес Кастильский и дядей Педро Энрикеса, епископа Мондоньедо (1426—1445), и был двоюродным братом короля Кастилии Энрике III и дядей короля Кастилии Хуана II.

## Биография
По мнению некоторых авторов, он родился в 1388 году. Его отец, Педро Энрикес, был граф Трастамара, Лемос, Саррия, Вьяна и Эль-Больо, констебль Кастилии. Он также был сеньором, многих вил, в том числе вилл Траба, Кастро-Кальделас, Понферрада, Вильяфранка-дель-Бьерсо, Альба-де-Тормес и Паредес-де-Нава.
После смерти графа Петра Энрикеса де Кастилия, умершего 2 мая 1400 года, его сын Фадрике унаследовал графства Трастамара и Лемос, а также сеньорию де Саррия. 22 мая 1400 года король Кастилии Энрике III подтвердил за Фадрике Альфонсо титул графа де Трастамара.
Кроме того, Фадрике Энрикес всегда подтверждал в привилегиях того времени титулы графа Трастамары, Лемоса и Саррии, унаследованные от его отца. Он входил в партию графа Альваро де Луны, который пытался противостоять влиянию инфантов Арагона при кастильском дворе короля Хуана II Кастильского. В 1423 году он был назначен королем Хуаном II членом королевского совета, а также в том же году ему был пожалован титул герцога де Архона.
Тем не менее, в 1425 году Фадрике Энрикес перешел на сторону инфантов Арагонских против констебля Альваро де Луны, которому в 1428 году удалось вернуть контроль над ситуацией, исключая инфантов Арагона и их сторонников с политической сцены. В 1429 году Фадрике Энрикес был заключен в тюрьму по приказу короля Хуана II в замок Пеньяфьель, а затем лишен всех своих титулов и владений.
Фадрике Альфонсо скончался в заключении в замке Пеньяфиэль 22 марта 1430 года. По мнению некоторых историков, он мог быть убит по приказу Хуана II Кастильского, хотя другие утверждают, что он умер естественной смертью.

## Брак и потомство
26 февраля 1405 года Фадрике Альфонсо женился на Альдонсе де Мендоса (ок. 1380—1435), которая была дочерью адмирала Кастилии Диего Уртадо де Мендоса (1367—1404), сеньора де Ита и Буитраго, и Марии Энрикес, которая была незаконнорожденной дочерью короля Кастилии Энрике II. Кроме того, Альдонца де Мендоса была сводной сестрой маркиза де Сантильяна. У супругов не было детей.
Однако есть свидетельства того, что он поддерживал внебрачные отношения с дамой по имени Альдонса Альфонсо, от связи с которой у него было трое незаконнорожденных детей:
- Алонсо де Кастро (? — после 1425), сеньор де Отеро-де-Рей и паж короля Хуана II Кастильского, который узаконил его как сына герцога Фадрика в 1425 году.
- Изабель Энрикес
- Констанца Энрикес.